# Aldina (planta)
Aldina es un género de plantas con 16 especies perteneciente a la familia Fabaceae. Es originaria de la Amazonía.

## Taxonomía
El género fue descrito por Stephan Ladislaus Endlicher y publicado en Genera Plantarum 1322. 1840.

## Especies
- Aldina aurea
- Aldina auyantepuiensis
- Aldina berryi
- Aldina discolor
- Aldina elliptica
- Aldina heterophylla
- Aldina insigni
- Aldina kunhardtiana
- Aldina latifolia
- Aldina macrophylla
- Aldina occidentalis
- Aldina paulberryi
- Aldina petiolulata
- Aldina polyphylla
- Aldina reticulata
- Aldina yapacanensis